# Edins Neo Night
Edins Neo Night ist eine Late-Night-Show mit dem Schauspieler und Moderator Edin Hasanović.

## Konzept
Die Sendung beinhaltet Gesangseinlagen und Stand-up-Einlagen des Moderators, Gespräche und Spiele mit den Gästen.

## Episoden
Die erste Staffel wurde vom 28. April 2024 bis 9. Juni 2024 bei ZDFneo ausgestrahlt und umfasst sechs Folgen. Zusätzlich sind die Folgen einen Tag vor Erstausstrahlung in der ZDF-Mediathek abrufbar.
| Nr. | Originaltitel | Erstausstrahlung | Gäste                   |
| --- | ------------- | ---------------- | ----------------------- |
| 1   | Folge 1       | 27. Apr. 2024    | Katrin Bauerfeind       |
| 2   | Folge 2       | 5. Mai 2024      | Dennis und Benni Wolter |
| 3   | Folge 3       | 12. Mai 2024     | Steven Gätjen           |
| 4   | Folge 4       | 26. Mai 2024     | Filiz Tasdan            |
| 5   | Folge 5       | 2. Juni 2024     | Ann-Kathrin Bendixen    |
| 6   | Folge 6       | 9. Juni 2024     | Annette Frier           |

## Rezensionen
Jan Freitag vom Tagesspiegel bezeichnet das Format als „Fernsehen für Realitätsflüchtige“ – „Klingt anstrengend, ist anstrengend, aber zielgruppengerecht.“
Nach einer TV-Kritik im Internetmagazin DWDL fehlt es dem Format an Aktuellem aus der Woche, da die Folgen vor einigen Wochen aufgezeichnet wurden.